# سید کوچک هاشمی‌زاده
سید کوچک هاشمی‌زاده (زادهٔ ۲ مرداد ۱۳۲۴ خورموج در استان بوشهر – درگذشتهٔ ۱۹ تیر ۱۴۰۳)؛ نویسنده، پژوهشگر و لغت‌شناس، دارای مدرک کارشناسی زبان انگلیسی از دانش‌سرای عالی سابق (دانشگاه تربیت معلم) (۱۳۵۴) و دبیر بازنشستهٔ آموزش و پرورش و محقق تاریخ اسلام بود که به دلیل تحقیقاتش در زمینهٔ گویش دشتی از گویشهای استان بوشهر که آن را از سال ۱۳۴۶ آغاز کرده بود، از او به عنوان دهخدای جنوب یاد می‌شود. آثار دست‌نوشتهٔ وی شامل فرهنگ لغات متشابه، ضرب‌المثل‌های محلی و چندین سفرنامه می‌باشد و دو کتاب بنیادهای دستور گویش دشتی (۱۳۹۷) و فرهنگ واژگان دشتی (۱۳۹۶) به چاپ رسیده‌است.
وی معتقد بود که ریشهٔ واژگان گویش دشتی در باستان و پهلوی ساسانی است. برای نمونه یک صیغه از فعل هلیدن به معنی گذاشتن است که در پهلوی «نماهلن» یعنی نمی‌گذارند به کار می‌رفته و در منطقه دشتی «نوامهلن» یا «نوامهرن» و در بوشهر «نمیلن» به کار می‌رود. یا کلمه «مُشک» به معنی «موش» که در پهلوی و دشتی یکسان است. یا «پُس» و «دُهت» بمعنی پسر و دختر. و ساختار این گویش با فارسی رسمی تفاوت بنیادی ندارد و تفاوت‌های آن با فارسی معیار بیشتر جنبهٔ واج‌شناسی و صرفی است تا جنبهٔ نحوی
هاشمی‌زاده در ۱۹ تیر ۱۴۰۳، پس از گذراندن یک دورهٔ بیماری درگذشت.